# لجنة التحقق من الشك
لجنة التحقق من الشك (بالإكليزية Committee for Skeptical Inquiry ،CSI)، والمعروفة سابقًا باسم لجنة التحقيق العلمي في مزاعم الخوارق، هي برنامج من ضمن المنظمة التعليمية الأمريكية غير الهادفة للربح "مركز التحقيق" (CFI)، والذي يسعى إلى تعزيز البحث العلمي، والتحقيق النقدي، واستخدام العقل في دراسة الادعاءات المثيرة للجدل والاستثنائية". اقترح بول كورتز تأسيس لجنة التحقيق في عام 1976 كمنظمة مستقلة غير هادفة للربح (قبل الاندماج مع لجنة تحقق التشكك) كواحد من برامجها في عام 2015 )، لمواجهة ما اعتبروه قبولًا غير نقدي للافتراضات الخارقة من قبل وسائل الإعلام بشكل خاص، والمجتمع بشكل عام  موقفه الفلسفي هو الشكوك العلمية. من أعضائها علماء بارزين والحاصلين على جائزة نوبل وفلاسفة وعلماء النفس ومربين ومؤلفين. يقع مقرها الرئيسي في أمهرست، نيويورك.
وفقًا للمراسلات المنشورة بين جاردنر وتروزي، فإن الخلافات حول ما يجب أن تظهره اللجنة هو مدى تقلب بدايات المنظمة. انتقد تروزي اللجنة لقيامها «بتصرفات أشبه بالمحامين» لتولي منصب الفصل قبل تقييم الادعاءات، قائلاً إنها تتخذ «موقفا مفضلا». غاردنر من ناحية أخرى «عارض» المؤمنين «في أن يصبحوا أعضاء في اللجنة» الذي أيده تروزي. شعر غاردنر أن تروزي «منح الكثير من الاحترام للهراء».

## بيان مهمة اللجنة
ينص بيان المهمة الرسمي، الذي تمت الموافقة عليه في عام 2006 وما زال ساريًا، على ما يلي: 
 تعمل لجنة التحقيق المتشكك على تشجيع البحث العلمي والبحث العلمي والتفكير النقدي وتعليم العلوم واستخدام العقل في دراسة القضايا المهمة. إنه يشجع التحقيق النقدي في الادعاءات المثيرة للجدل أو غير العادية من وجهة نظر علمية مسؤولة وينشر المعلومات الواقعية حول نتائج هذه التحقيقات على المجتمع العلمي ووسائل الإعلام والجمهور. 
 وتظهر نسخة مختصرة من بيان المهمة في كل عدد وهو: «... تعزيز البحث العلمي، والتحقق النقدي، واستخدام العقل في دراسة الادعاءات المثيرة للجدل والاستثنائية.» أشار بيان المهمة السابق إلى «التحقق في مزاعم العلم الخاطئ والمهمش»، لكن تغيير عام 2006 أقر وصادق على نطاق أوسع لـلجنة لمجلتها المعروفة باسم «سكيبتيكال إنكوايرر (بالإنكليزية» Skeptical Inquirer، المدقق المتشكك)، التي تتضمن "قضايا جديدة في العلوم عند تقاطع العلوم والاهتمامات العامة، مع عدم تجاهل الموضوعات الأساسية [الخاصة بهما]. يتوفر تاريخ العقدين الأولين من اللجنة والمجلة في موسوعة "ذا بارانورمال (بالإنكليزية: The Paranormal، الخارق للطبيعة) التي تم نشرها في عام 1998 بواسطة محرر فرايزر. في عام 2018، أعاد فريزر التأكيد على أهمية عمل اللجنة بقولا «إننا بحاجة إلى تحقيق واستقصاء مستقلين وقائمين على الأدلة وقائمين على أساس العلم، ربما أكثر من أي وقت مضى في تاريخنا».

## أنشطتها
من أجل القيام بمهمتها، تحتفظ اللجنة «بشبكة من الأشخاص المهتمين بفحص نقدي لعلم الخوارق والعلوم الهامشية وغيرها من الأتدعاءات، والمساهمة في تثقيف المستهلكين؛ إعداد مراجع ببث المواد المنشورة التي تدرس بعناية مثل هذه الادعاءات؛ وتشجع البحث عن طريق تحقيق موضوعي ونزيه في المجالات التي تدعو الحاجة إليها؛ عقد مؤتمرات والاجتماعات؛ نشر مقالات تدرس مزاعم الخوارق؛ لا ترفض المطالبات على أساسمسبق، أو سابقة للتحقيق، ولكنها تفحصها بموضوعية وبعناية».

### الاساسي
من البديهيات التي كثيرا ما تتكرر بين أعضاء اللجنة هي عبارة «المطالبات غير العادية تتطلب أدلة غير عادية»،  والتي اشتهر بها كارل ساجان والتي اقتبسها من من مارسيلو تروزي: «المطالبة غير العادية تتطلب دليلا غير عادي». (ترجع جملة تروزب بدورها إلى مبدأ لابلاس للفيلسوف ديفيد هيوم.)

### المنشورات

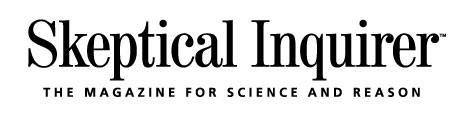
شعار المتشكك انكوايرر.

تنشر اللجنة مجلة Skeptical Inquirer ، التي أسسها تروزي، تحت عنوان The Zetetic وتم إعادة كتابتها بعد بضعة أشهر تحت رأسة تحرير كيندرك فرايزر، المحرر السابق لـ أخبار العلوم . ويطلق سيسيل آدمز عليها أنها «واحدة من المجلات الرائدة في مجال مضادات للمهاترات في البلاد». بالإضافة إلى ذلك، تنشر ملخصات متشككة ، وهي نشرة إخبارية فصلية تصدر للأعضاء المنتسبين.
تقوم اللجنة بإجراء ونشر التحقيقات في مشاهدات البيغ فوت والأطباق الطائرة، والروحانية، والمنجمين، والطب البديل، والطوائف الدينية، والمزاعم الخارقة أو المزعومة.  

## منظمة

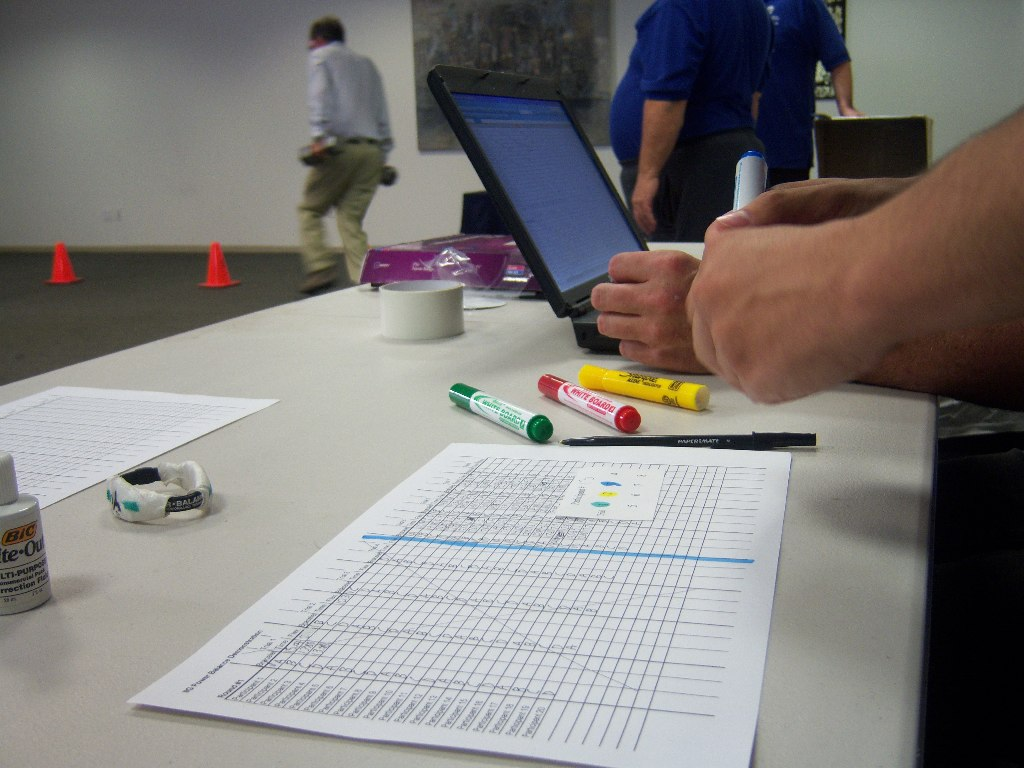
IIG اختبار سوار سوار الطاقة في التقدم ، 28 أكتوبر 2010
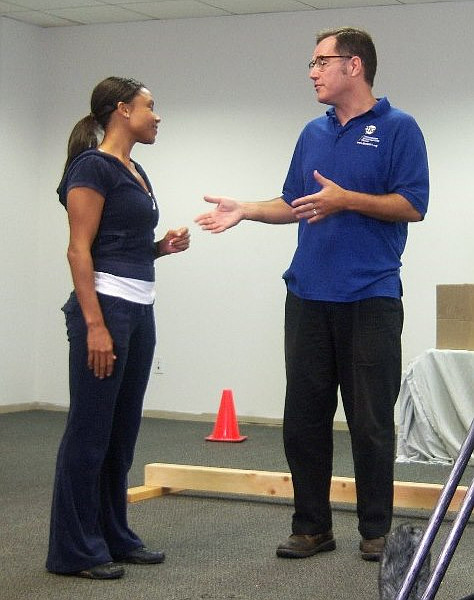
يناقش دومينيك دوز و IIG من جيمس أندروند  [لغات أخرى]‏ بروتوكولات الاختبار في 28 أكتوبر 2010

## الجوائز

### جائزة مديح العقلانية
| عام  | شخص              | ملاحظات |
| ---- | ---------------- | --- |
| 1982 | مارتن غاردنر     | مُنح في أتلانتا، جورجيا "تكريما لجهوده البطولية في الدفاع عن العقل وكرامة الموقف المتشكك". |
| 1984 | سيدني هوك        | قدم في جامعة ستانفورد، بالو ألتو، كاليفورنيا من قبل رئيس اللجنة بول كورتز. |
| 1985 | أنتوني طار       | مُنح بول كورتز في لندن "اعترافًا بإسهاماته الطويلة في استخدام أساليب البحث النقدي والأدلة العلمية والعقل في تقييم ادعاءات المعرفة وحل المشكلات الاجتماعية". |
| 1986 | ستيفن جاي جولد   | قدم في جامعة كولورادو، بولدر "تقديراً لإسهاماته الطويلة في استخدام أساليب البحث النقدي والأدلة العلمية والسبب في تقييم الادعاءات المتعلقة بالمعرفة وحل المشكلات الاجتماعية". |
| 1987 | كارل ساجان       | باسادينا، جوائز مأدبة |
| 1988 | دوغلاس هوفستادتر | قدمت في مؤتمر شيكاغو |
| 1990 | كورنيليس دي جاجر | قدمت في مؤتمر بروكسل 1990 CSICOP |
| 1990 | جيرارد بيل       | مُنحت في مؤتمر واشنطن العاصمة من 30 مارس إلى 1 أبريل. |
| 1991 | دونالد جوهانسون  | مُنحت في الذكرى 15 في بيركلي، كاليفورنيا |
| 1992 | ريتشارد دوكنز    | قدمت في دالاس، تكساس اتفاقية |
| 1994 | إليزابيث لوفتوس  | مُنحت في مؤتمر CSI في سياتل في الفترة من 23 إلى 26 يونيو "عن بحثها في الذاكرة وشهادة العيان." |
| 1996 | ليون ليدرمان     | مُنح في المؤتمر العالمي الأول في أمهرست، نيويورك، الذي قدمه كورنيليس دي جاجر |
| 2000 | لين زيكسين       | تم منح لين زيكسين غيابيا. |
| 2001 | كيندريك فريزر    | مُنحت في المؤتمر الدولي الأول لمركز التحقيق في أتلانتا، جورجيا. فرايزر "تحدث عن مشاعره. . . "أنا أكثر عملاً في الحقول التحريرية أكثر من كونها أحد سكان الأبراج العليا في الأوساط الأكاديمية، مما يجعلني أكثر تقديراً".                                                                |
| 2002 | مارفين مينسكي    | مُنح في المؤتمر العالمي الرابع للمتشككين (يونيو 2002) في بوربانك، كاليفورنيا. |
| 2003 | راي هيمان        | قدم في مؤتمر البوكيرك من صديق جيمس ألكوك. "راي هيمان، الذي أنا - وأنا واثق منه جميعًا - نواصل تعلم الكثير." |
| 2004 | جيمس ألكوك       | قدمت في مركز التحقيق - المؤتمر عبر الوطني في تورونتو، كندا. قدم فيرن بولوغ جائزة ألكوك. صرح ألكوك بأن العديد من العلماء لا يهتمون بالعلم الزائف لأنهم لا يرون أنه يشكل تهديدًا للعلم، لكنه يذكر الجمهور بأن "وجهات النظر الدينية الأصولية" و "الطب البديل" "تهديدات حقيقية للغاية". |
| 2009 | جيمس راندي       | قدمت في المؤتمر العالمي ال 12 في ولاية ماريلاند. قدم بول كورتز الجائزة قائلاً: "أعظم جودتك هو أنك معلم ومعلم. لقد أظهرت أن أسهل الأشخاص الذين يخدعونهم هم الدكتوراه، وهي رؤية عظيمة لنا جميعًا. يمكنك فضح الخرافات والخداع. . . . أنت تبرز في التاريخ ".                             |
| 2011 | بيل ناي          | قدمت في مؤتمر CSIcon نيو أورليانز. صرح أوجيني سكوت "إذا كنت تعتقد أن بيل يحظى بشعبية بين المتشككين، فيجب عليك حضور مؤتمر لمدرس العلوم حيث يتحدث" إنه مكان دائم. وتواصل بقولها أنه لا يوجد أحد أكثر متعة مثل ناي عندما "يظهر، مبادئ العلم".                                         |

### جوائز الشموع
بداء تقديم جوائز الشموع منذ عام 1996 وسميت بهذا الاسم تيمنا بعنون كتاب لكارل سيغن هو «عالم مسكون بالعفاريت: العلم هو كشمعة في الظلام». وفيها، تقدم جائزين، الأولى تقديرية وتسمى هي «شمعة في الظلام» وتقدم لمن بذل مجهودا في أبراز أهمية العلم والمناهج العلمية للعامة". والجائزة الثانية هي تشميتية وتسم" «شم الشمعة» وتقدم لمن «يشجع على السخافة ونشر العلم المزيف على أنه حقيقة».
| عام  | شخص                                              | وسائل الإعلام |
| ---- | ------------------------------------------------ | --- |
| 1997 | بيل ناي ودان أيكرويد                             | حصل ناي على جائزة "شمعة في الظلام" عن "مساعيه الحيوية والإبداعية...". |
| 1998 | الحدود العلمية الأمريكية وفن الجرس               | تم استضافته بواسطة ألن ألدا، وحدد حلقة "وراء العلم" من قبل مجلس النزاهة الإعلامية لفحصها للخوارق." |
| 2003 | إدغار سانشيز مراسل لصحيفة سكرامنتو بي ولاري كينج | مُنح في البوكيرك، مؤتمر نيو مكسيكو. حصل سانشيز على جائزة "شمعة في الظلام" عن مقالته "تحذير تحذير" (Alert Alert) حيث كتب عن الاحتيال النيجيري، والاحتيال على عدد الكيلومترات من السيارات ومحققي الشرطة المزيفة. حصل كينغ على جائزة "شم الشمعة" عن "تشجيعه على السذاجه وتقديم العلم الزائف على أنه حقيقي". |

### جائزة روبرت ب. باليس
وتعطى لمن ينشر عملا يمثل المنهاج العلمي الصحيح.
| عام  | شخص                                                                | وسائل الإعلام | ملاحظات |
| ---- | ------------------------------------------------------------------ | --- | --- |
| 2005 | أندرو سكولنيك وراي هيمان وجو نيكل                                  | الفتاة ذات عيون الأشعة السينية | شارك في الجائزة الأولى لتقاريره لعام 2005 عن اختبار ناتاشا ديمكينا، وهي فتاة زعمت أن لديها عيون بالأشعة السينية. |
| 2006 | بن جولدكر                                                          | لعموده في صحيفة الغارديان الإنكليزية، باد ساينس (العلم السيء) | من مقالاته: "فشل علاج الديسغلاكسيا في اجتياز الاختبارات "، " أحضر لي خوذة إلهية، واجلبها الآن "، " اركل العادة باستخدام طاقة موجية حقاء"، " تمارين ملعب العقل للتلاميذ "و " جذب مغناطيسي" ؟ أصمت. إنه سر"                                                        |
| 2007 | ناتالي انجييه                                                      | الشريعة: جولة دوامة لأساسيات العلوم الجميلة | "يستكشف عن عمد ما يعنيه التفكير علميًا وفوائد توسيع الروح العلمية لتشمل جميع مجالات الحياة البشرية." |
| 2008 | ليونارد ملودينوف                                                   | المشي في حالة سكر: كيف تتحكم العشوائية فيحياتنا | |
| 2009 | مايكل سبيكتر                                                       | الإنكار: كيف يعوق التفكير اللاعقلاني التقدم العلمي ويضر الكوكب ويهدد حياتنا | |
| 2010 | ستيفن نوفيلا                                                       | مجموعة من الأعمال، بما في ذلك دليل المشككين في بودكاست الكون، الطب المعتمد على العلوم ، علم الأعصاب ، العمود المتشكك في الاستعلام " علم الطب" و "جدول السفر والمحاضرات الدؤوب نيابة عن الشك" | "الشيء المدهش حقًا هو أنه يفعل كل ذلك على أساس تطوعي". وفقًا لـ باري كير "قد تكون أقسى عامل في كل الشكوك" |
| 2011 | ريتشارد وايزمان                                                    | خوارق: لماذا نرى ما هو غير موجود | "وايزمان ليست مهتمة ببساطة في النظر في الادعاء. . . إنه مهتم بإظهار لنا مدى سهولة خداعنا ومدى سهولة خداعنا وخداع الآخرين. " |
| 2012 | ستيفن سالزبرغ وجو نيكل                                             | عمود سالزبرغ لمجلة فوربس ، وعلم القتال المزيف ، وكتاب نيكل، علم الأشباح - البحث عن أرواح الموتى                                                                                              | "سالزبرغ تسليط الضوء بانتظام على العقل على الادعاءات الكاذبة أو المشكوك فيها... بصوت واضح ويمكن الوصول إليها، مع جرعة صحية من الفكاهة." و "إمكانية الوصول والفكاهة، إلى جانب الصرامة والفضول اللامتناهي، هما ما اشتهر به جو نيكل... الذي أدى إلى عمله منذ عقود". |
| 2013 | بول أوفيت                                                          | هل تؤمن بالسحر؟ بمعنى وهراء الطب البديل | "Offit هو المنقذ الحرفي ... يثقف الجمهور حول مخاطر الطب البديل، قد ينقذ الكثير." |
| 2014 | جوزيف شوارتس والمبدعين والمنتجين وكتاب لـ "الكون: ملحمة فضاء وزمن" | هل هذه حقيقة؟ و الكون: ملحمة فضاء وزمن" | "الكون: ملحمة فضاء وزمن" فتحت عيون جيل جديد على انتصارات البشرية، وأخطائها، وقدرتها المذهلة للوصول إلى ارتفاعات لا يمكن تخيلها. .. هل هذه حقيقة؟ يتناول بلا كلل كل أنواع المعلومات الخاطئة الشائعة. "                                                            |
| 2015 | جوليا بيلوز                                                        | Vox.com | "نحن بحاجة إلى المزيد من الناس في وسائل الإعلام للقيام بما تفعله جوليا بيلوكس. . . " |
| 2016 | ماريا كوننيكوفا                                                    | لعبة الثقة | "لا يمكن أن تأتي لعبة الثقة في وقت أكثر أهمية، لأن عامة الناس تغمرهم يومًا بعد يوم من خلال محاولات اللعب على تحيزاتهم وتحيزاتهم [. ] " |
| 2017 | دونالد بروثيرو، تيم كالاهان                                        | الأجسام الغريبة، وأثار الطائرات، والكائنات الفضائية | هذا الكتاب "لا يدحض فقط الادعاءات الكاذبة والمعتقدات المضللة ... ولكن الأهم من ذلك أنهم يزودون القراء بالأدوات التي سيحتاجون إليها لتقييم عادل لأي ادعاءات غير عادية يصادفونها"                                                                                  |

### جائزة المسؤولية في الصحافة
| عام  | شخص                                    | وسائل الإعلام | ملاحظات |
| ---- | -------------------------------------- | --- | --- |
| 1984 | ليون ياروف وديفيد يوست                 | قام جاروف كمحرر إداري لمجلة ديسكفر بإنشاء عمود العيون المتشككة.                                                                                     | قال فريزر عن يوست: "في قالب من الصحافة الدقيقة والحذرة ... [بذل] جهداً خاصاً للحصول على رأي خبير خارجي". صرح فيليب كلاس أن جاروف لديه "شجاعة سياسية" لعموده الذي يقدم "وجهات نظر مفيدة ... لمزاعم الخوارق". |
| 1986 | بويس رينسبرغر وارد لوكاس               | رينسبرغر، مراسل العلوم فيالواشنطن بوست وورد "مذيع ومراسل استقصائي لقناة دنفر"                                                                       | قدمت في جامعة كولورادو، بولدر، "تقديراً للمساهمات في تقديم تقارير عادلة ومتوازنة عن المطالبات الخارقة". |
| 1987 | لي ديمبارت وإد بوش ومايكل ويليسي       | ديمبارت من لوس أنجلوس تايمز ، ويليسي، صحفي أسترالي وبوش، مضيف برنامج حواري إذاعي في تكساس                                                           | قدمت في باسادينا CSICOP مأدبة الجائزة. |
| 1988 | سي. يوجين إيمري جونيور وميلتون روزنبرغ | إيمري مراسلة علمية وطبية لصحيفة بروفيدنس جورنال. روزنبرغ هو المضيف لبرنامج اكستنشن 720 على راديو في شيكاغو                                          | قدم في مؤتمر شيكاغو بحث إيمري عن مزاعم الإيمان رالف أ. ديوريو وكتب عن النتائج في مجلته. |
| 1990 | ستيفن دويغ                             | محرر العلوم في ميامي هيرالد | مُنحت في مؤتمر واشنطن العاصمة من 30 مارس إلى 1 أبريل. |
| 1991 | كاي ديفيدسون                           | محررة العلوم لفاحص سان فرانسيسكو مع الكاتبة المشاركة جانيت ل. هوبسون التي تم الاعتراف بها على حد سواء لعملهم في التحقيق في مزاعم كوكو القرد الحديث. | فئة الطباعة - مُنحت في الذكرى الخامسة عشرة لتأسيس اللجنة في بيركلي، كاليفورنيا |
| 1991 | مارك كورتيس                            | مراسلة لقناة بينساككولا، فلوريدا | التحقيق في حادثة أجسام خلية النسيم الفطائية التي تكشف عن تصوير خدعة. مُنحت في الذكرى 15 في بيركلي، كاليفورنيا                                                                                              |
| 1992 | أندرو سكولنيك                          | محرر مشارك في الأخبار الطبية ووجهات النظر لمجلة الجمعية الطبية الأمريكية                                                                            | قدمت في دالاس، تكساس |
| 1992 | هنري جوردون                            | كاتب، ساحر ومؤلف | قدمت في دالاس، تكساس |
| 1994 | جاك سميث                               | كاتب عمود في صحيفة لوس أنجلوس تايمز | مُنح في مؤتمر سياتل في الفترة من 23 إلى 26 يونيو |
| 1996 | فيليب آدمز وبييرو أنجيلا وبيير بيرتون  | | قدمت في المؤتمر العالمي الأول في بوفالو، نيويورك في الذكرى العشرين. |

### جائزة حدود العلوم والتكنولوجيا
| عام  | شخص           | وسائل الإعلام               | ملاحظات |
| ---- | ------------- | --------------------------- | --- |
| 1986 | بول ماكريدي   | آيروفيورنمت (AeroVironment) | قدم في جامعة كولورادو "تقديراً لمساهماته المبتكرة والإبداعية في التكنولوجيا ودفاعه المتميز عن التفكير النقدي" |
| 1987 | موراي جيل مان |                             | قدمت في باسادينا.                                                                                            |

### جائزة التعليم العام في العلوم
| عام  | شخص             | ملاحظات                                                             |
| ---- | --------------- | ------------------------------------------------------------------- |
| 1990 | ريتشارد بيرندسن | قدمت في باسادينا.                                                   |
| 1991 | يوجين سكوت      | مُنحت في الذكرى 15 في بيركلي، كاليفورنيا                             |
| 1992 | سيرجي كابيتزا   | قدمت في دالاس، تكساس                                                |
| 1994 | جون مادوكس      | مُنح في مؤتمر سياتل في الفترة من 23 إلى 26 يونيو                     |
| 1996 | عميد ايدل       | قدمت في المؤتمر العالمي الأول في بوفالو، نيويورك في الذكرى العشرين. |
| 2000 | ريتشارد وايزمان | قدمت في المؤتمر العالمي الثالث الذي عقد في سيدني، أستراليا.         |

### جائزة المتشككين المتميزة
| عام  | شخص                   | ملاحظات |
| ---- | --------------------- | --- |
| 1990 | هنري بروش             | حصل على "العمل الرائد مع مينيتل وجعل النقد العلمي للخوارق متاحًا لجمهور أوسع في فرنسا. قدمت في مؤتمر بروكسل 1990.     |
| 1991 | سوزان بلاكمور         | مُنحت في الذكرى 15 في بيركلي، كاليفورنيا                                                                              |
| 1992 | إيفري شاتزمان         | قدمت في دالاس، تكساس                                                                                                 |
| 1994 | فيليب كلاس            | مُنح في مؤتمر سياتل في الفترة من 23 إلى 26 يونيو                                                                      |
| 1996 | جيمس راندي            | قدمت في المؤتمر العالمي الأول في بوفالو، نيويورك في الذكرى العشرين.                                                  |
| 1998 | امارديو سارما         | قدمت في المؤتمر العالمي الثاني                                                                                       |
| 2000 | باري ويليامز، جو نيكل | قدمت في المؤتمر العالمي الثالث الذي عقد في سيدني، أستراليا. تم التعرف على وليامز بسبب "خدمته اليومية للتشكك المنظم". |
| 2001 | هارلان إليسون         | قدمت في المؤتمر العالمي الرابع المشككين في بربانك، كاليفورنيا.                                                       |
| 2002 | مارسيا آنجيل          | (بحاجة لمصدر) |
| 2003 | جان هارولد برونفاند   | قدمت في البوكيرك، مؤتمر نيو مكسيكو                                                                                   |

### جائزة إسحاق أسيموف
| عام  | شخص           | ملاحظات |
| ---- | ------------- | --- |
| 1994 | كارل ساجان    | عندما علمت جانيت أسيموف أن كارل ساجان سيكون أول متلقٍ لجائزة إسحاق أسيموف، "لا يوجد أحد مؤهل بشكل أفضل ... من صديقه وزميله كارل ساجان. كان إسحاق مولعا بشكل خاص بكارل. كان أيضًا في حالة رعب من عبقرية كارل، وفخورًا بأنه كان بارعًا في توصيل العلم للجمهور ... شكرًا لك على تذكر زوجي الحبيب بهذه الطريقة. " |
| 1995 | ستيفن ج. جولد | قدمت في المؤتمر العالمي الأول في بوفالو، نيويورك في الذكرى العشرين |

### أعمدة المشككين
| آلهة المشككين     | آلهة المشككين                                     |
| ----------------- | ------------------------------------------------- |
| شخص               | ملاحظات                                           |
| جورج ابل          | عالم الفلك ومتعميم العلوم                         |
| ستيف ألن          | الفنان، المؤلف، الناقد                            |
| جيري أندروس       | ساحر وكاتب                                        |
| اسحاق اسيموف      | عالم الكيمياء الحيوية ومؤلف الخيال العلمي والعلمي |
| روبرت أ. بيكر     | الطبيب النفسي                                     |
| TX حلاق           | الطبيب النفسي                                     |
| باري بيرستين      | كبيب علم نفس بيولوجي                              |
| بارت ج. بوك       | عالم الفلك                                        |
| ميلبورن كريستوفر  | ساحر وكاتب                                        |
| فرانسيس إتش كريك  | عالم الأحياء الجزيئي الحائز على جائزة نوبل        |
| سبراغو دي كامب    | مؤلف الخيال العلمي والشك                          |
| مارتن غاردنر      | كاتب وعموم للرياضيات والعلوم                      |
| ستيفن جاي جولد    | عالم الأحياء التطوري، ومؤرخ العلوم                |
| هل هب             | الطب العصبي النفسي                                |
| سيدني هوك         | فيلسوف                                            |
| ليون جاروف        | كاتب ومحرر العلوم                                 |
| فيليب ج. كلاس     | مهندس، صحفي، و UFO متشكك                          |
| بول كورتز         | الفيلسوف، إنساني متشكك وعلماني بارز               |
| بول ماكريدي       | عالم، مهندس، مخترع                                |
| جون مادوكس        | عالم الأحياء وكاتب العلوم                         |
| وليام ف. ماير     | أحيائي                                            |
| والتر ماكرون      | المجهر والخبير في علوم الطب الشرعي                |
| ارنست ناجيل       | فيلسوف العلوم                                     |
| هـ. ناواسيمينهايا | فيزيائي                                           |
| ويلارد كين        | الفيلسوف والمنطق                                  |
| كارل ساجان        | عالم الفلك ومتعمم العلوم                          |
| والاس سامبسون     | أستاذ الطب السريري، الطب البديل المشككين          |
| جلين تي سيبورج    | حائز على جائزة نوبل في الكيمياء                   |
| بورهوس سكينر      | الطبيب النفسي                                     |
| فيكتور ستينجر     | فيزيائي الجسيمات والفيلسوف                        |
| ستيفن تولمين      | الفيلسوف، المؤلف، والأخلاقيات                     |

## روابط خارجية
- الموقع الرسمي